# Episodi di She-Ra e le principesse guerriere (seconda stagione)
La seconda stagione della serie animata She-Ra e le principesse guerriere, composta da 7 episodi, è stata interamente pubblicata su Netflix il 26 aprile 2019, in tutti i paesi in cui il servizio è disponibile.
| nº | Titolo originale  | Titolo italiano      | Pubblicazione  |
| -- | ----------------- | -------------------- | -------------- |
| 1  | The Frozen Forest | La foresta congelata | 26 aprile 2019 |
| 2  | Ties That Bind    | Legami che uniscono  | 26 aprile 2019 |
| 3  | Signals           | Segnali              | 26 aprile 2019 |
| 4  | Roll With It      | Stare al gioco       | 26 aprile 2019 |
| 5  | White Out         | Tormenta di neve     | 26 aprile 2019 |
| 6  | Light Spinner     | Light Spinner        | 26 aprile 2019 |
| 7  | Reunion           | Riunione di famiglia | 26 aprile 2019 |

## La foresta congelata
- Titolo originale: The Frozen Forest
- Diretto da: Jen Bennett
- Scritto da: Katherine Nolfi, Jasmine Goggins, Angela Kim, Kiki Monrique e Mickey Quinn

### Trama
L'Orda attacca il Bosco utilizzando i nuovi robot creati da Entrapta. Bow propone di sfruttare questo attacco a vantaggio della Ribellione, catturando uno dei robot per installargli un virus. Le principesse sono però in disaccordo tra loro e servirà l'incoraggiamento di She-Ra per farle collaborare.

## Legami che uniscono
- Titolo originale: Ties That Bind
- Diretto da: Stephanie Stine e DWooman
- Scritto da: Laura Sreebny, Karen Guo, Diana Huh, Angela Kim e Sam Szymanski

### Trama
Adora e Swift Wind ricevono da Light Hope l'incarico di ripristinare una torre degli Antenati, mentre Bow e Glimmer, convinti che Entrapta sia ancora viva, decidono di andare a salvarla.

## Segnali
- Titolo originale: Signals
- Diretto da: Lianne Hughes
- Scritto da: Katherine Nolfi, Mandy Clotworthy e Olivier Malric

### Trama
Adora, Bow, Glimmer e Swift Wind raggiungono l'avamposto di Alwyn per indagare. Intanto Entrapta entra nel laboratorio privato di Hordak, il quale decide di reclutarla per aiutarlo nei propri esperimenti.

## Stare al gioco
- Titolo originale: Roll With It
- Diretto da: Jen Bennett
- Scritto da: Josie Campbell, Jasmine Goggins, Angela Kim e Mickey Quinn

### Trama
Adora, Bow e le principesse studiano un piano per riconquistare una fortezza, ora in mano all'Orda e attualmente presidiata da Scorpia.

## Tormenta di neve
- Titolo originale: White Out
- Diretto da: Lianne Hughes
- Scritto da: Laura Sreebny, Steve Cooper, Charlemagne Co e Mandy Clotworthy

### Trama
I nostri protagonisti, aiutati da Falco del mare, seguono Catra, Entrapta e Scorpia fino al Passo a Nord, dove le tre si sono recate per studiare la tecnologia degli Antenati.

## Light Spinner
- Titolo originale: Light Spinner
- Diretto da: DWooman
- Scritto da: Katherine Nolfi, Trey Buongiorno, Diana Huh, Angela Kim e Sam Szymanski

### Trama
La Tessitrice d'Ombre, ora imprigionata da Hordak, ricorda il suo passato quando era una potente maga di nome Light Spinner.

## Riunione di famiglia
- Titolo originale: Reunion
- Diretto da: Jen Bennett
- Scritto da: Josie Campbell, Jasmine Goggins, Mickey Quinn e Jessica Zammit

### Trama
Bow, cercando si scoprire il significato di un messaggio misterioso, si reca di nascosto dai suoi padri accademici, non sapendo di essere stato seguito anche da Adora e Glimmer. Catra è intanto alla ricerca della fuggitiva Tessitrice d'Ombre, provocando le ire di Lord Hordak che la ritiene responsabile della sua fuga.